# Hvidbjerg
Hvidbjerg – osada kolejowa w Danii w Jutlandii Środkowej w gminie Struer. Leży na półwyspie Thyholm. W 2020 roku zamieszkana przez 1111 osób.
W latach 1970–2006 na obszarze półwyspu funkcjonowała gmina gmina Thyholm, której ośrodkiem administracyjnym był Hvidbjerg.
W miejscowości znajduje się stacja kolejowa na linii Thybanen, łączącej Struer z Thisted.